# Nottinghamshire
Nottinghamshire /ˈnɒtɪŋəmˌʃə/ es un condado no metropolitano de Inglaterra, en el Reino Unido. Limita con South Yorkshire, Lincolnshire, North Lincolnshire, Leicestershire y Derbyshire.

## Descripción
Nottingham se sitúa en el centro de Inglaterra. Su capital es Nottingham, que es el centro administrativo. Desde 1998 es una autoridad independiente, aunque sigue unida al condado tradicional. Con un área de 2160 km². El punto más elevado del condado se sitúa en Newtonwood Lane.
Está configurado por unas tierras cuyas colinas están muy arboladas; aquí se encuentra el célebre Bosque de Sherwood, que tanto la historia como la literatura y el cine lo han dado a conocer como el “hogar” de Robin Hood, personaje que para unos fue un héroe y para otros un proscrito. Por esta razón, el condado se ha convertido en uno de los destinos preferidos por el turismo que visita la zona.
Su economía se basa en la industria lechera y el cultivo de cereales, frutas y hortalizas. Además hay fábricas de productos farmacéuticos y textiles, bicicletas y maquinaria.
Cerca de la mitad de la población vive en la zona metropolitana de Nottingham que se extiende hasta el vecino condado de Derbyshire. La zona tiene una población de 650 000 personas.

## Ciudades destacadas
- Aslockton
- Blyth
- Gotham
- Harworth
- Nottingham
- Retford
- Worksop
- Mansfield

## Monumentos y lugares de interés
- El bosque de Sherwood
- Clumber Park
- Creswell Crags